# Alejandro Dolgorouky
Alejandro Nicolaievich Dolgorouky (ruso: Александр Николаевич Долгоруков; San Petersburgo, 15 de noviembrejul./ 27 de noviembre de 1872greg.-Rabat, 17 de enero de 1948) fue un aristócrata, político y condecorado general del Imperio ruso. Tras la Revolución rusa se alistó al Ejército Blanco y luchó por la independencia de Ucrania junto al hetman Pavló Skoropadski.

## Biografía

### Formación y carrera militar
Nació en el seno de una familia principesca del Imperio ruso. Era uno de los hijos del príncipe Nicolás Alekseevich Dolgorouky (1819-1887), tesorero de la corte, y de la princesa Olga Aleksandrovna Lvova (1838-1921), prima del príncipe Lvov, primer presidente del Gobierno provisional ruso tras la caída del zar.
En 1893, con veintiún años ingresó en la Academia Page Corps, una prestigiosa escuela militar del Imperio ruso. Tres años después consiguió entrar en un curso de lenguas orientales del Ministerio de Asuntos Exteriores. Llegó a dominar el turco, el persa y el árabe, además del ruso y el francés. Ese mismo año se matriculó en un posgrado en Lenguas Orientales y fue enviado a la embajada del Imperio ruso en Constantinopla. 
Pocos años después, en 1903, ingresó en la Academia del Estado Mayor y, por petición propia, luchó en la Guerra ruso-japonesa, en la cual resultó gravemente herido ya que recibió un fuerte golpe en el pecho y en la cara. Por su valentía, recibió cinco galardones y la Orden de Santa Ana.
Fue ascendiendo en el ejército, llegando a ser teniente general. A finales de agosto de 1917 fue detenido por participar en el intento de Golpe de Estado de Kornílov, que intentaba un golpe contrarrevolucionario contra el nuevo Gobierno provisional. Fue encarcelado pero logró huir y por miedo a ser detenido por sus convicciones monárquicas, se trasladó a Kiev con su amigo, Fedor Bezak, uno de los líderes monárquicos más influyentes de la época. 
La figura de Alejandro Dolgorouky tomó importancia durante la República Popular de Ucrania.

### Hetmanato y vida en Ucrania
Durante el hetmanato, Alejandro Dolgorouky fue nombrado General y Comandante en Jefe del Ejército Ucraniano (lo que se entendería como Generalísimo de los Ejércitos). Pero Ucrania en esos momentos era un Estado satélite de Alemania, usado para explotarlo en beneficio de las Potencias Centrales. Rápidamente se impusieron medidas de censura y prohibición de huelgas, concentrándose todos los poderes en el hetman Pavló Skoropadski. Por ello, la oposición de la izquierda empezó a hacerse fuerte, justo en el momento en el que las tropas alemanas empezaron a retirarse de Ucrania. La oposición empezó a formar un Directorio y los intentos de Skoropadski de mantenerse en el poder resultaron nulos.
El 14 de diciembre de 1918, en una ceremonia privada del Palacio de Mariinsky, el hetman Skoropadski, cedió los poderes al príncipe Alejandro, tal vez por ser un Dolgorouky y, por lo tanto, descendiente de la antigua dinastía Rúrikovich. Algunos vieron en esta cesión que Skoropadski buscaba un cabeza de turco. Pero esa entronización fue muy efímera, pues el Comité Nacional del ataman Simon Petliura, se levantó contra el nuevo régimen y exigió a Alejandro la cesión de sus poderes. Finalmente, dejó que el Directorio tomase las riendas del Gobierno de Ucrania.
Se marchó junto con su esposa a Alemania. Su hijo, Nicolás se dirigió a Rumanía con su prometida la condesa Ceclava Czapska. Desde Alemania, partió a Estonia, bajo las órdenes del general Rodzianko. Pero solo participó un año, pues el ejército se disolvió.

### Vida después de la guerra
En 1921 se trasladó a Francia, donde acudió al Primer Congreso de Monárquicos en el exilio. En 1924, consiguió entrar en la “Societé Internationale Forestiere et Minière du Congo” (Sociedad Internacional Forestal y Minera del Congo), y se trasladó al Congo Belga, hasta 1929, cuando gracias a sus conocimientos de la lengua árabe, consiguió trabajo en la “Office Chérifien des Phosphates” (Oficina de Fosfatos, Chérifen, actualmente llamada OPC Group), en Rabat, Marruecos, que se convirtió en su residencia oficial hasta su muerte. No olvidó en ningún momento su ideología monárquica y fue a lo largo de su vida un ferviente anticomunista. Incluso llegó a ser jefe de la delegación de la EMRO (Asociación de Monárquicos Rusos en el exilio) en Rabat. 

## Familia
En 1896 se casó con Sophia Mihailovna Ustinov. Tuvieron dos hijos:
- Nicolás Alexandrovich Dolgorouky (1898-1970). Casado con Ceclava Czapska. Recibió pasaporte italiano con el apellido di Fonzo. Vivió en varios lugares de Europa y África. Tuvieron dos hijas: Olga Beatriz y Julia Yolanda.
- María Alexandrovna Dolgorouky (1901-1992). Casada con el príncipe rumano Miguel Cantacuzino. Vivió la mayor parte de su vida entre Bruselas y Bucarest. Estudió Ciencias Económicas en la Universidad Libre de Bruselas. Está enterrada en el cementerio Sainte-Geneviève-des-Bois (Essonne).

El 17 de enero de 1948, con setenta y cinco años, Alejandro Dolgorouky falleció en Rabat. Su esposa Sofía le sobrevivió tres años más, muriendo en 1951. Ambos están enterrados en la Cementerio Europeo de Rabat.

### Fechas erróneas sobre su muerte
En algunas páginas aparece la errónea información que murió fusilado por los bolcheviques en 1919, pasando por alto el resto de su vida. El mismo caso ocurre con su hijo Nicolás, que aparece en varios lugares como muerto en 1918. Estas incongruencias posiblemente se deban a errores de traducción.

## El caso Romanov
Residiendo en Francia, fue entrevistado por el juez Nicolás Sokolov, encargado oficial para investigar lo ocurrido con la familia de Nicolás II en Ekaterimburgo. La reunión se realizó el 5 de febrero de 1921, pero su declaración no fue incluida en el informe final que Sokolov publicó en 1924. La declaración fue encontrada por Anthony Summers, periodista de la BBC, en la biblioteca de la Universidad de Harvard. La declaración dice lo siguiente:

Recuerdo que el 5 o 6 de julio de 1918, Bezak me llamó por teléfono para decirme que Alvensleben quería reunirse con nosotros para darnos importantes noticias. Nos reunimos Bezak, Alvensleben y yo. Nos dijo que el káiser Guillermo II deseaba a toda costa rescatar al soberano, al zar Nicolás II, y que había hecho arreglos para tal fin.

Alvensleben nos advirtió de que entre el 16 y el 20 de julio correrían rumores sobre la muerte del zar, pero que no debían alarmarnos; al igual que el rumor del asesinato del zar que circuló en el mes de junio, serían falsos, pero que eran necesarios por ciertas razones, a saber, para el rescate del zar. Recuerdo perfectamente que nuestra conversación que, como digo, tuvo lugar el 5 o 6 de julio, el conde Alvensleben indicó que la falsa noticia del asesinato del zar se daría entre el 16 y el 20 de julio. Al propio tiempo, nos rogó que mantuviéramos en secreto nuestra conversación con él y diéramos la impresión de que creíamos la noticia de la muerte del zar.

Entre el 16 y el 20, leí en los periódicos locales que el zar había sido fusilado y que la familia había sido trasladada a lugar seguro. Me asombró la exactitud de la información de Alvensleben y, desde luego, no creí lo que decían los periódicos. Inmediatamente después de leer los boletines de noticias, me puse en camino hacia la sala de conferencias y tuve una conversación con Bezak. Decidimos celebrar la misa de réquiem en la catedral, de todos modos; me pareció que mucha gente, incluso quizá la mayoría no creía que la noticia fuera verdad. Muchos nos hacían preguntas a mí y a Bezak. Nuestra situación era muy difícil. No negamos la posibilidad de que el zar hubiera escapado. El general Skoropadski no asistió a las exequias de la catedral, sino que celebró el funeral en su propia casa, en el que Alvensleben también estuvo presente. Se dijo que Alvensleben había “llorado” durante la misa. Bezak y yo dijimos: ¡Qué bien hace su papel!.

Curiosamente, Alvensleben dijo que los alemanes no sabían muy bien dónde estaba el zar. Pidió que se enviara a oficiales rusos a encontrar información específica sobre esto. Dijo que el Cuartel General del Ejército facilitaría a los oficiales elegidos salvoconductos para viajar por la zona ocupada por alemanes.

Me pareció que había algo extraño, algo incomprensible en lo que nos decía Alvensleben: ¿Por qué había que enviar a oficiales rusos en busca del zar, en territorio hostil, si los alemanes disponían allí de su gran servicio secreto y a su representante oficial en la persona del conde Mirbach y en cualquier momento podían obtener información exacta sobre el paradero del zar?.

Según el príncipe Alejandro, se seleccionaron a seis oficiales, a petición de Alvensleben: dos parejas fueron enviados a Moscú y Kotelnich respectivamente. Una tercera pareja, formada por el capitán Karangozof y el capitán Karasov, salió para Ekaterimburgo y se enteraron de la ejecución del zar al pasar por Moscú, pero no obtuvieron pruebas.

## Galardones
- Orden de Santa Ana (1904).
- Orden de San Estanislao (1904).
- Orden de San Vladimiro (1905).
- Orden de San Jorge (1914).

## Biografía
- Konstantin Ivanovich Globachev (2017). The Truth of the Russian Revolution: The Memoirs of the Tsar’s Chief of Security and His Wife. SUNY PRESS. ISBN 9781438464633.

- Summers y Mangold, Anthony y Tom (1978). El Expediente sobre el zar. El destino de los Romanov. Plaza & Janés. ISBN 8401331447.

- Zalesskiy, K.A. (2003). ¿Quién fue quién en la Primera Guerra Mundial? (en ruso). Astrel. ISBN 5-271-06895-1.

- Datos: Q4164692
- Multimedia: Alexander Nik. Dolgorukov / Q4164692